# Chimalpa Tlalayote
Chimalpa Tlalayote es una localidad de México perteneciente al municipio de Apan en el estado de Hidalgo.

## Toponimia
Chimalpa: Lugar de escudos o sobre los escudos. Tlalayotl se compone de tlalli, tierra, y de ayotl, calabaza; y significa: calabacita de la tierra.

## Geografía
A la localidad le corresponden las coordenadas geográficas 19° 39’ 48.647” de latitud norte y 98° 30’ 44.777” de longitud oeste, con una altitud de 2490 m s. n. m. Se encuentra a una distancia aproximada de 8.87 kilómetros al suroeste de la cabecera municipal, Apan.
En cuanto a fisiografía se encuentra dentro de la provincia del Eje Neovolcánico dentro de la subprovincia de Lagos y Volcanes de Anáhuac; su terreno es de llanura. En lo que respecta a la hidrología se encuentra posicionado en la región Panuco, dentro de la cuenca del río Moctezuma, en la subcuenca de la laguna de Tochac y Tecocomulco. Cuenta con un clima templado subhúmedo con lluvias en verano, de humedad media.

## Demografía
En 2020 registró una población de 2694 personas, lo que corresponde al 5.77 % de la población municipal. De los cuales 1310 son hombres y 1384 son mujeres. Tiene 736 viviendas particulares habitadas.
| Gráfica de evolución demográfica de Chimalpa Tlalayote entre 1960 y 2020                     |
|                                                                                              |
| Población de los censos y conteos del Instituto Nacional de Estadística y Geografía (INEGI). |

## Economía
La localidad tiene un grado de marginación bajo y un grado de rezago social muy bajo.